# Elektromos agyi stimuláció

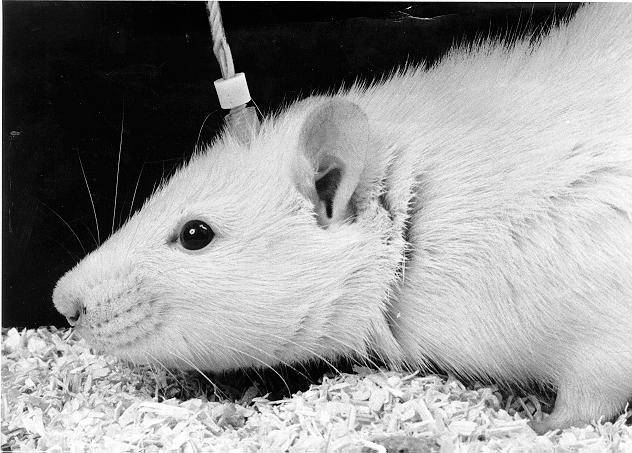
Laboratóriumi patkány agyi stimulációja elektromos áram segítségével

Az  elektromos agyi stimuláció (angolul: electric brain stimulation, EBS), más néven fokális agyi stimuláció, az elektroterápia egyik formája és ezt a módszert alkalmazzák számos kutatásban a klinikai neurobiológia területén, hogy stimulálják a neuronokat vagy a neurális hálózatot az agyban közvetlen vagy közvetett módon a sejtmembrán elektromos árammal való ingerlésével.

## Története
Az elektromos agyi stimuláció először a 19. század második felében alkalmazták olyan úttörő kutatók, mint Luigi Rolando (1773–1831) és Pierre Flourens (1794–1867), akik tanulmányozták a lokális agyi funkciókat az olasz orvos Luigi Galvani (1737–1798) felfedezésének nyomdokában haladva. Galvani rájött, hogy az izmok és az idegek elektromosan stimulálhatóak. Az agykéreg felületének ingerlése az állatok motoros kérgének vizsgálatára szolgált Eduard Hitzig (1838–1907), Gustav Fritsch (1838–1927), David Ferrier (1842–1928) és Friedrich Goltz (1834–1902) kutatásaiban. Az emberi agy kérgének elektromos stimulálását az idegsebész és neurológus Robert Bartholow (1831–1904) és Fedor Krause (1857–1937) próbálta ki.
Az elkövetkező évszázadban a technika fejlődni kezdett a sztereotaxiás módszer feltalálásával Victor Horsley (1857–1916) brit idegsebésznek köszönhetően. Egy másik fontos eredmény pedig a tartós elektróda implantátumok kidolgozása, melyek a svéd idegorvos Walter Rudolf Hess (1881–1973), José Delgado (1915-2011) és kollégáinak nevéhez fűződik. Ezek a kísérletező szellemű orvosok elkülönített drótokból gyárilag előállított elektródákat használtak, amiket mélyen az állatok (macskák és majmok) agyába helyeztek el. Ez az új fajta megközelítés segítette Dr. James Olds és kollégáinak munkáját, hogy felfedezzék az agy úgynevezett örömközpontját. Az amerikai-kanadai idegsebész Wilder Penfield (1891–1976) és a Montreali Neurológiai Intézet munkatársai széleskörűen alkalmazták az agykéreg elektromos stimulációját éber idegsebészeti beavatkozásra váró betegeknél, hogy megvizsgálják a motoros és szenzoros homunculust ( ez a test reprezentációja az agykéregben a motoros és szenzoros területek eloszlásának megfelelően).
Az elektromos agyi stimuláció szorosan kötődik Dr. Robert Galbraith Heath, Dr. José Manuel Rodriguez Delgado és Dr. Wilder Penfield munkásságához is. Az agyi lokalizációs tanulmányok során Penfield nem tudott érzelmi reakciókat kiváltani embereknél sem spontán epilepsziás roham megfigyelésével, sem pedig az agykéreg elektromos ingerlésével. Ennek ellenére az idegorvos Jose Delgado-nak sikerült lejegyeznie pár kivételes esetet. Az agy lokalizált területeibe mélyen beültetett elektródák (mély agyi stimuláció) képesek voltak egyformán kellemes és averzív reakciókat kiváltani a kísérleti állatokból és emberekből.
Az elektromos agyi stimuláció  ki tud váltani motoros választ ál-düh formájában macskáknál a hipotalamusz elülső részének ingerlésével. Ezen kívül a valóságos düh összetettebb érzelmi és viselkedési komponensei is előhívhatóak kísérleti állatok laterális hipotalamuszának, embereknél pedig az agy különböző mélyebb rétegeinek izgatásával. Epilepsziás betegek esetében az elektromos agyi stimuláció rohamot idézhet elő az agyfelszínen, valamint patológiás agressziót és dührohamot az amygdala területén.

## Folyamata
A kétfoton-mikroszkópia bebizonyította, hogy a mikro-stimuláció elszórtan aktiválja a neuronokat az elektróda körül még alacsony (10 μA) hullámon is, egészen 4 milliméter távolságig. Ez anélkül létrejön, hogy kifejezetten az elektróda hegyéhez közeli neuronok kerülnének kiválasztásra. Ennek oka a neuronaktiváció, amit az határoz meg, hogy a neuronoknak vannak-e olyan axonjai vagy dendritjei, amik az elektróda hegyének 15 μm sugarába kerülnek. Ahogy az elektromos hullám  növekedik, az elektróda csúcsánál lévő axonok és dendritek aktivációs szintje is erősödik és ez megemeli az aktivált neuronok számát. Az aktiváció főbb oka inkább a közvetlen depolarizáció, mintsem a szinaptikus aktiváció.

## Hatásai
Egy széleskörűen átfogó cikk az elektromos agyi stimuláció témakörében listát szerkesztett a különböző akut ingerlések kihatásáról az agyi régiók függvényében. Az alábbiakban néhány példa található a dokumentált hatásokról:
- Szenzoros agyi területek: testi bizsergés, hajlongás, mozgás, fulladás, égető érzés, sokk, melegség, paresztézia, zuhanás érzet, szédülés, dizesztézia, lebegés, hanghatások, foszfén, hallucinációk, mikropszia, diplópia stb.
- Motoros területek: szemmozgás, akadozó beszéd, automatizmus, nevetés, mozgáskényszer, dadogás (palilália), rágás, indokolatlan sírás, stb.
- Autonóm területek: pirulás, midriázis, vérnyomás és légzés változás, apnoea, hányinger, tachycardia, izzadás stb.
- Érzelmi területek: izgatottság, jókedv, realitás hiánya, félelem, öröm, harag, szomorúság, akut depresszió, hipománia stb.
- Kognitív területek: akalkulia, parafázia, afázia, "transz", "nem evilági érzés", neglekt szindróma, alexia, déjà vu, újraélt múltbéli élmények, agráfia, apraxia stb.

## Terápiás alkalmazása
Példák terápiás  elektromos agyi stimuláció alkalmazásához:
- Kraniális elektromos stimuláció (angolul:Cranial Electric Stimulation)
- Mély agyi stimuláció (angolul:Deep Brain Stimulation)
- Transzkraniális közvetlen hullám stimuláció (angolul:Transcranial direct current stimulation)
- Elektrosokk-terápia (angolul:Electroconvulsive Therapy)
- Funkcionális elektromos stimuláció (angolul:Functional electrical stimulation)
- Mágneses terápia (angolul:Magnetic Seizure Therapy)
- Vagus idegi stimuláció (angolul:Vagus Nerve Stimulation)
- Transzkraniális mágneses stimuláció (TMS)

A funkcionálisan visszafordítható stimuláció helyett az erős elektromos hullámok sérüléseket okozhatnak az idegszövetben. Ezt a tulajdonságot idegsebészeti eljárásoknál alkalmazzák különböző kezelések alkalmával, mint a Parkinson-kór vagy a fokális epilepszia. Olykor ugyanazt az elektródát használják, hogy teszteljék az agyban található hibás működési módokat, mielőtt elhalad a léziós hullám.